# Répáshuta
Répáshuta is een plaats (község) en gemeente in het Hongaarse comitaat Borsod-Abaúj-Zemplén. Répáshuta telt 549 inwoners (2001).